# Ducula finschii
Ducula finschii е вид птица от семейство Гълъбови (Columbidae). 
Популацията на вида е между 10 000 и 19 999 екземпляра.
Видът е почти застрашен от изчезване. Дистанционното наблюдение разкрива, че значителна част от низинните гори, от които зависят птиците, са превърнати в плантации с маслени палми. Това обезлесяване продължава и се смята, че този вид е в процес на умерено бързо намаляване на популацията.

## Разпространение
Видът е разпространен в Папуа Нова Гвинея.
Площта на разпространение (размножаване/пребиваване) е около 160 000 km2.